# Яманісі Тосікадзу
Тосікадзу Яманісі (яп. 山西 利和, англ. Toshikazu Yamanishi, нар. 15 лютого 1996) — японський легкоатлет, який спеціалузіється в спортивній ходьбі, чемпіон світу.
На світовій першості-2019 в Досі здобув «золото» в спортивній ходьбі на дистанції 20 кілометрів.

## Спортивні досягнення
Рекордсмен світу з шосейної спортивної ходьби на 20 кілометрів — 1:16.10 (2025).

## Кар'єра
| Рік                | Змагання                                       | Місце проведення    | Місце              | Дисципліна         | Результат          | Примітки           |
| Представник Японія | Представник Японія                             | Представник Японія  | Представник Японія | Представник Японія | Представник Японія | Представник Японія |
| ------------------ | ---------------------------------------------- | ------------------- | ------------------ | ------------------ | ------------------ | ------------------ |
| 2017               | Літня універсіада                              | Тайбей, Тайвань     | 1                  | ходьба на 20 км    | 1:27:30            |                    |
| 2018               | Командний чемпіонат світу зі спортивної ходьби | Тайцан, Китай       | 4                  | ходьба на 20 км    | 1:21:53            |                    |
| 2018               | Азійські ігри                                  | Джакарта, Індонезія | 2                  | ходьба на 20 км    | 1:22:10            |                    |
| 2019               | Чемпіонат світу                                | Доха, Катар         | 1                  | ходьба на 20 км    | 1:26:34            |                    |
| 2021               | Олімпійські ігри                               | Токіо, Японія       | 3                  | ходьба на 20 км    | 1:21:28            |                    |
| 2022               | Командний чемпіонат світу зі спортивної ходьби | Маскат, Оман        | 1                  | ходьба на 20 км    | 1:22:52            |                    |
| 2022               | Чемпіонат світу                                | Юджин, США          | 1                  | ходьба на 20 км    | 1:19:07            |                    |